# ドモニ県
ドモニ県（ドモニけん、フランス語: Préfecture de Domoni）コモロ・アンジュアン島の県。島の東部に位置する。県庁所在地はドモニ。
面積は約127平方キロメートル、人口は約7万人（2017年国勢調査）。人口はモロニ＝バンバオ県に次いで2番目に多い。

## コミューン
5コミューンから成り立つ。さらにコミューンは19の都市・集落に区分される。
- ドモニ
  - ドモニ
  - Limbi
  - Bweladungu

- ンガンザレ（フランス語版）
  - ンガンザレ（Ngandzalé）
  - Outsa
  - Salamani
  - Ouzini

- コニ＝ジョジョ（フランス語版）
  - コニ＝ジョジョ（Koni Djodjo）
  - コニ・ンガニ（Koni Ngani）
  - Hachimpenda
  - Gégé

- バンバオ＝ムツァンガ（フランス語版）
  - バンバオ＝ムツァンガ
  - Mromagi
  - Ongoni
  - Mahalé

- ジムリメ（フランス語版）
  - Harembo I
  - Harembo II
  - Hajoho
  - ジムリメ（Jimlimé）